# Солнцев, Константин Михайлович
Константин Михайлович Солнцев (13 апреля 1914, Софьино, Подольский уезд, Московская губерния, Российская империя — 7 ноября 1995, Москва) — советский и белорусский физиолог сельскохозяйственных животных, доктор сельскохозяйственных наук, профессор, академик ВАСХНИЛ, заслуженный деятель науки БССР.

## Биография
Родился 13 апреля 1914 года в Софьино. Спустя некоторое время переехал в Ленинград, где в 1933 году поступил в сельскохозяйственный институт, который окончил в 1938 году и был оставлен в аспирантуре.
В 1941 году в связи с началом войны мобилизован в РККА и направлен на фронт, принимал участие в боевых действиях. В 1944 году награждён Орденом Красной Звезды.
В 1946 году возвратился в аспирантуру Ленинградского СХИ и после её окончания с 1947 по 1948 год заведовал респирационной лабораторией Всесоюзного Института кормления сельскохозяйственных животных.
В 1950 году организовал и возглавил Юго-Восточный институт животноводства (Саратов), где работал до 1955 года. Директор Балашовской с.-х. опытной станции (1956–1958). В 1958 году переехал в БССР: заведующий лабораторией (1958–1961), одновременно с 1959 г. заместитель директора Белорусского НИИ животноводства, начальник отдела животноводства Главного управления науки Министерства сельского хозяйства БССР (1961–1964).В 1964-1977 ректор Белорусской сельскохозяйственной академии.
С 1977 по 1981 год директор ВНИИ животноводства. С 1982 г. профессор кафедры кормления Высшей селекционной школы при Головном селекционно-генетическом центре Всесоюзного научно-производственного объединения по племенному делу.
С 1978 г. академик ВАСХНИЛ.
Умер 7 ноября 1995 года в Москве.

## Научные работы
Основные научные работы посвящены разработке теоретических основ и организации рационального кормления крупного рогатого скота и свиней. Выдвинул и обосновал значение новых технологий консервирования, обеспечивающих оптимальное хранение кормов без существенного изменения запаса энергии и комплекса биологически активных веществ. Им создано новое направление исследований по производству и использованию кормовых антибиотиков.
Кандидат сельскохозяйственных наук с 1950 г. В 1964 г. защитил диссертацию  на соискание учёной степени доктора сельскохозяйственных наук.
Под его руководством выполнены докторские и кандидатские диссертации.
Автор свыше 400 научных работ, 41 книга и брошюра. Ряд трудов опубликован за рубежом.

## Награды
Награжден орденами Ленина, Октябрьской Революции, Трудового Красного Знамени, Отечественной войны II степени, Красной Звезды,  медалями СССР и двумя золотыми медалями ВДНХ.

## Память
- В его честь названа учебная аудитория в 10-м корпусе Белорусской государственной сельскохозяйственной академии.
- Для лучших студентов факультета биотехнологии и аквакультуры академии учреждена именная стипендия имени К.М. Солнцева.

## Избранные сочинения
- Антибиотики в кормлении сельскохозяйственных животных. — Минск : Госиздат, 1960. — 118 с.
- Повышение качества кормов. — М. : Знание, 1986. — 64 с.
- Стимуляторы роста сельскохозяйственных животных / соавт.: В.А. Сапунов и др. — М.; Л.: Сельхозиздат. Ленингр. отд-ние, 1963. — 293 с.
- Прогрессивные технологии производства кормов: рекомендации / соавт.: А.Х. Калейс и др.; Белорус. НИИ животноводства. — Минск: Ураджай, 1976. — 124 с.